# Boiet
Els dimonis boiets o diables boiets (dits també simplement boiets a Menorca) són uns éssers fantàstics de la mitologia catalana presents a Mallorca i Menorca. A Mallorca fan part de la gran família diabòlica, per davall del Dimoni Gros, el Dimoni Cucarell i en Banyeta Verda. Els dimonis boiets són dimonis de la mida d'un escarabat molt inquiets i feiners que, segons la creença, no saben estar aturats i són molt entremaliats. En determinades regions és anàleg al follet, per bé que a la tradició mallorquina conviuen tots dos personatges, però guarden sobretot una gran semblança amb els minairons, uns petits éssers del Pirineu.
Els dimonis boiets no són esperits de gran maldat, però sí que són força entremaliats i, amb la seva inquietud i hiperactivitat, són capaços de fer perdre els nervis a qualsevol humà. Segons Baltasar Porcel, «són una autèntica guerra civil. S'introdueixen per les cases i rompen plats, amollen la corda de la cisterna, punyen els gossos, amaguen la sal, plomen les gallines de viu en viu i canvien els rellotges d'hora». En canvi, si estan a les ordes de qualcú i resten obedients, són de gran utilitat i permeten aconseguir qualsevol cosa. Són molt insistents i els cal sempre una ocupació, que reclamen tot cridant «Feina, feina!» i, si no en reben, es disposen a fer entremaliadures i destrossa. En aquest aspecte tenen la mateixa funció i comportament que els minairons.
La creença diu que la falguera floreix i grana la nit de Sant Joan, i a sortida de sol ja tira la llavor, tot plegat en un període molt breu de temps; cada gra d'aquesta llavor, doncs, esdevé un dimoni boiet si en el moment de caure el fiquen dins un canó de plata. Aquesta creença és força semblant que explica l'origen dels minairons.
Modernament hom no creu en la seva existència, però encara són presents en l'imaginari popular, les festes i tradicions i els contes infantils. Els dimonis boiets apareixen sovint a les rondalles populars; així, l'Arxiduc recollí la rondalla d'Els dimonis boiets de Son Martí al terme de Calvià; Mossèn Alcover recollí la d'Els dimonis de Mainou al terme de Consell i la d'uns dimonis boiets de la zona de Son Servera; i una versió consemblant es localitza a Santanyí, Els dimonis boiets del Pont d'en Bandera. Un dimoni boiet ja apareix documentat als cossiers de Manacor l'any 1705. També apareixen vinculats a la llegenda del Comte Mal.